# Грамматин, Николай Фёдорович
Николай Фёдорович Грамма́тин (иногда Гра́мотин; 13 [24] ноября 1786, Матвеевская, Ильинская волость, Кинешемский уезд, Костромская губерния, Российская империя — 17 [29] января 1827, Кострома) — русский поэт, переводчик, филолог, директор Костромских гимназий и народных училищ (1812—1819).

## Биография
Происходил из дворянского рода Грамотиных (первые свои произведения подписывал фамилией Грамотин или Граматин). Родился в деревне Матвеевская (Матвеевское) Ильинской волости Кинешемского уезда (ныне территория когда-то значимой деревни затоплена поднявшейся в устье рек Нодоги и Желваты водой и находится в составе Юрьевецкого района Ивановской области).
Начальное образование получил в родительском доме, а с 1802 года учился в Благородном пансионе при Императорском Московском университете, где получил языковую и филологическую подготовку и который окончил в 1807 году с золотой медалью.
В пансионе сблизился с Д. В. Дашковым и М. В. Милоновым, дружил с А. Ф. Мерзляковым и В. А. Жуковским. Именно к этому периоду относится начало его деятельности переводами и стихотворениями в пансионатских изданиях «Утренняя звезда», «И отдых в пользу». Его первые литературные труды одобрил И. И. Дмитриев.
По окончании пансиона, составил первый том «Нового английского словаря» (Москва, 1808). В 1809 году получил степень магистра за «Рассуждение о древней русской словесности».
В середине 1809 года переезжает в Санкт-Петербург и поступает на службу в Экспедицию о государственных доходах («Дом с четырьмя колоннадами»). Он сближается с кружком литераторов при журнале «Цветник», печатая в нём свои стихотворения. Его стихи и переводы принимают также «Вестник Европы» и «Сын Отечества». В 1811 году выходит его сборник «Досуги».
В 1823 году было издано древнее чешское сказание «Суд Любуши» с примечаниями и буквальным переводом Н. Ф. Грамматина, а также стихотворное описание войны 1812 года «Песнь воинству Александрову». Для переводов Николай Федорович выбирал лишь то, что соответствовало его собственному вкусу и настроению, и переводил весьма близко к подлиннику — с английского, немецкого, французского и итальянского языков. Особенно много — из Оссиана (в литературных кругах Н. Ф. Грамматина называли «русским Оссианом»).
В 1823 году он опубликовал стихотворный перевод на современный русский язык с историческими и критическими замечаниями «Слово о полку Игореве», изучением которого занимался 15 лет.
В своем творчестве Н. Ф. Грамматин опирался на фольклор, благодаря чему некоторые его стихи были в XIX веке популярными песнями. Он считал, что древняя устная народная словесность по силе выразительности превосходит позднейшую «книжную» и должна служить основой для обновления литературы.
Скончался 17 января 1827 года, погребён по его просьбе в родовом имении в селе Светочева Гора (Лукоянова Гора) в Костромской губернии (в настоящее время в Красносельском районе Костромской области) на кладбище при Казанской церкви. На могильном памятнике (не сохранился) была выбита составленная им сам эпитафия: «Друзья и сродники! Не сетуйте о мне: Мы здесь — изгнанники, а там — в родной стране».

## Память
В сентябре 2003 года в селе Светочева Гора состоялись торжественные мероприятия, посвященные открытию памятника Грамматину Н. Ф. и памятного знака в честь древнего рода Грамматиных на месте погребения в ограде церкви Казанской Божией Матери. В основании памятника помещено стилизованное изображение развернутой книги, на левом развороте которой — гравированная иллюстрация «Слова о полку Игореве», на правом — текст отрывка из «Слова о полку Игореве» в переводе Н. Ф. Грамматина, на плите — текст эпитафии первоначального памятника.